# Гаральд Гемперле
Гаральд Гемперле (нім. Harald Gämperle, нар. 11 травня 1968, Санкт-Галлен) — швейцарський футболіст, що грав на позиції захисника. По завершенні ігрової кар'єри — футбольний тренер. Наразі входить до тренерського штабу клубу «Янг Бойз».
Виступав за «Санкт-Галлен», «Грассгоппер» та «Ксамакс», а також національну збірну Швейцарії.

## Клубна кар'єра
У дорослому футболі дебютував 1986 року виступами за команду клубу «Санкт-Галлен», в якій провів чотири сезони, взявши участь у 83 матчах чемпіонату. 
Своєю грою за цю команду привернув увагу представників тренерського штабу «Грассгоппера», до складу якого приєднався влітку 1990 року. Відіграв за команду з Цюриха наступні вісім сезонів своєї ігрової кар'єри. За цей час чотири рази виборював титул чемпіона Швейцарії та одного разу став володарем Кубка Швейцарії.
Завершив професійну ігрову кар'єру через серйозну травму в клубі «Ксамакс», за команду якого виступав протягом 1998—2000 років.

## Виступи за збірну
1989 року дебютував в офіційних матчах у складі національної збірної Швейцарії. Протягом кар'єри у національній команді, яка тривала 7 років, провів у формі головної команди країни лише 4 матчі.

## Кар'єра тренера
Розпочав тренерську кар'єру відразу ж по завершенні кар'єри гравця, 2000 року, ставши асистентом головного тренера «Янг Бойз».
Згодом, попрацювавши недовго асистентом в «Бадені» з Челлендж-ліги, Гемперле прийняв запрошення стати асистентом Люсьєна Фавра у «Цюриху», а 2009 року разом з ним перейшов на роботу в берлінську «Герту», де обіймав аналогічну посаду. У вересні 2009 року Фавр і Гемперле були звільнені після невдалого старту сезону.
2010 року Гемперле повернувся до «Цюриха», стивши помічником Урса Фішера. Після звільнення Фішера в березні 2012 року Гаррі Гемперле отримав пост головного тренера команди. Після дванадцяти років роботи помічником тренера це була його перша посада головного тренера. З командою він попрацював до кінця сезону, зайнявши 6 місце в чемпіонаті, після чого повернувся на асистентську позицію.
Влітку 2013 року став асистентом Улі Форте у «Янг Бойзі», після звільнення якого влітку 2015 року був призначений виконувачем обов'язків головного тренера бернського клубу. Через незадовільні результати вже в вересні того ж року новом тренером «бджіл» був призначений Адольф Гюттер, а Гемперле став його асистентом.

## Титули і досягнення
- Чемпіон Швейцарії (4):

«Грассгоппер»:  1990–91, 1994–95, 1995–96, 1997–98
- Володар Кубка Швейцарії (1):

«Грассгоппер»:  1993–94